# 12 فكتوريا
فكتوريا (أو 12 فكتوريا وفق تسمية الكوكب الصغير) (بالإنجليزية: 12 Victoria)‏ هو كويكب كبير الحجم نسبياً، يوجد في حزام الكويكبات. وهو ينتمي إلى النمط الصخري (S) منها.
اكتشف جون راسل هند الكويكب في الثالث عشر من سبتمبر سنة 1850، وأسماه فكتوريا على اسم إلهة النصر الإغريقية، وفي نفس الوقت على شرف الملكة فكتوريا؛ وهو الكويكب الثاني عشر من حيث ترتيب الاكتشاف.